# ARM Cortex-A8

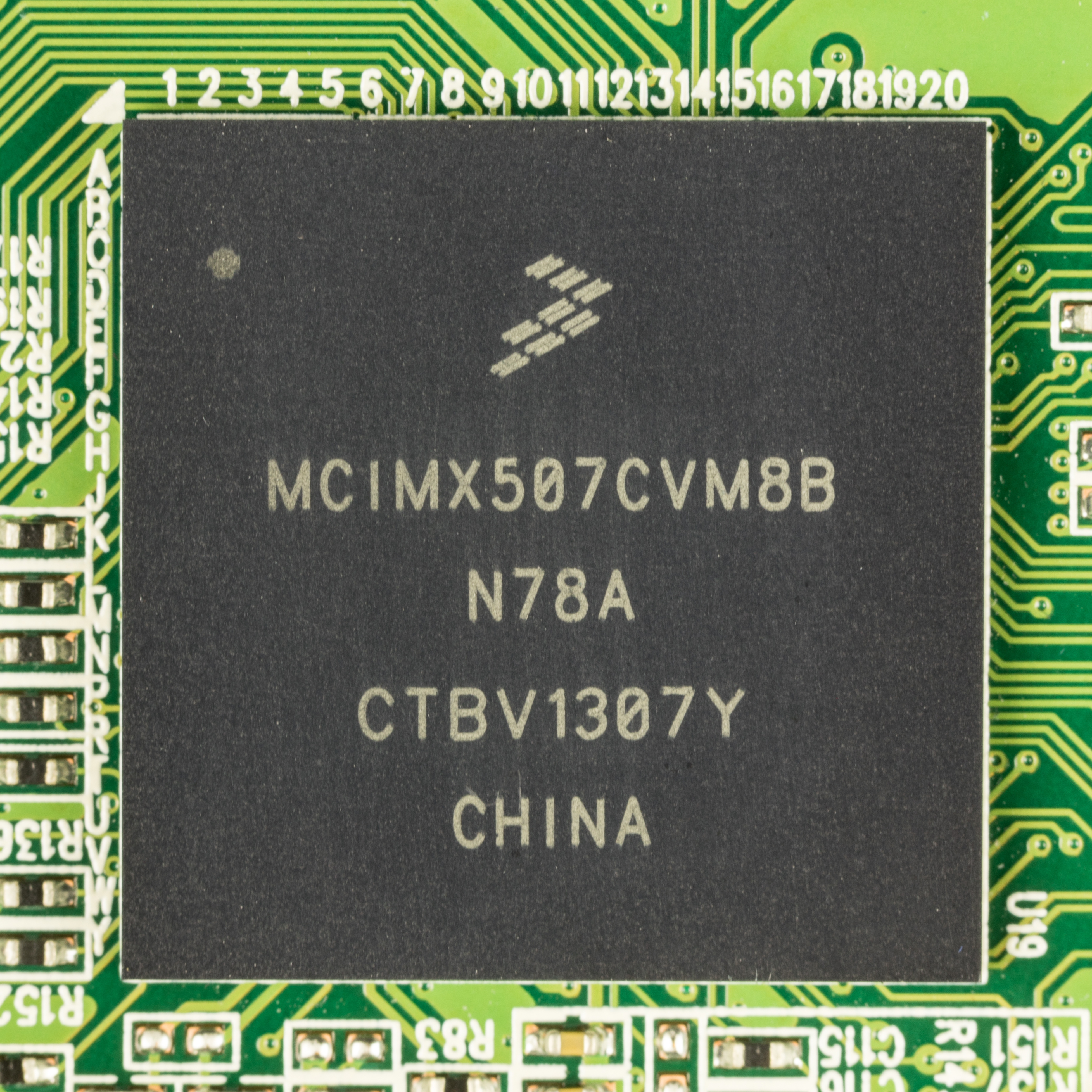
Freescale MCIMX507CVM8B

L'ARM Cortex-A8 est un microprocesseur multicœur 32 bits conçu par la société ARM utilisé dans différents SoC basés sur l'architecture ARM. Il possède un jeu d'instructions ARMv7 avec un pipeline superscalaire. L'architecture est limité à un seul cœur dans cette version.
Il précède la deuxième génération de ARM Cortex-A, composé de l'ARM Cortex-A9 MPCore, plus puissant et de l'ARM Cortex-A5 MPCore, moins puissant, mais aussi de consommation bien moindre.
La version 1.1 de ce processeur est sortie en 2006.

## Caractéristiques
- Cache niveau 1 : 16 ou 32 ko instructions + 16 ou 32 ko données[2]
- Cache niveau 2 : 0 à 1 Mo[3]
- VPU  : Le VPU change selon les versions[4]
  - la r1p1 comporte un VPU VFPlite, un VFPv3 plus lent, il faut 10 fois plus de cycles d'horloge pour exécuter la même instruction que sur un Cortex A9.
  - La révision r1p2 et supérieures ont un VFPv3 complet supportant 32 registres double précision. la révision r1p0 comporte un VFPlite, car
- SIMD Neon
- Thumb-2
- Thumb-EE
- Jazelle